# 손일민
손일민(孫逸民, 1884년 ~ 1939년)은 대한민국의 항일독립운동가이다. 경남 밀양 출생이다.

## 생애
경상남도 밀양(密陽) 사람이다.

### 만주로 망명
국권이 침탈되자 1912년 만주로 망명하여 환인현(桓仁縣)에서 동창학원(東昌學院)을 설립하였다고 한다. 1915년 음력 12월에 만주 길림(吉林)에서 우이견(禹利見) 주진수(朱鎭洙) 등과 협의하여 국권회복과 조선독립이 목적인 광복회(光復會)를 조직하고 우선 국내에서의 독립단 형성을 목적으로 군자금 모집을 계획하였다. 이에 1917년 음력 8월 서울 인사동의 어재하(魚在河)와 경북 풍기의 채기중(蔡基中) 집에서 광복회 명의의 포고문을 작성하여 경북과 충남의 자산가에게 우편으로 발송하는 등 군자금 모집 활동을 벌였다. 1918년에는 길림(吉林)에서 3 1독립선언에 앞서서 여준(呂準) 정안립(鄭安立) 김동삼(金東三) 등 39인과 함께 대한독립선언을 서명 발표하였다. 1919년에는 대한독립단(大韓獨立團) 단장 조맹선(趙孟善)과 협조하여 독립운동에 앞장섰다. 1920년 1월에는 길림의 대한군정사(大韓軍政司)에서 여준 박찬익 등과 함께 무기운반에 관한 비밀회의를 열어 무장독립투쟁을 적극 지원하였다.

### 독립운동의 통합 노력
1925년 봄에는 신민부(新民府) 검사원(檢査院)의 위원으로 추천되어 독립운동의 조직화와 그 체계화에 전력하였다. 1927년에는 일제의 추격을 피하여 하얼빈으로 갔다가, 곧이어 북경으로 건너가 독립운동을 계속하였다. 1934년에는 한국독립당 북경지부에서 조성환(曺成煥)의 지시 아래 활동하다가 이듬해 여름에는 남경으로 옮겨가 민족혁명당 결성에 참여하였다. 1937년에는 대한민국 임시정부(大韓民國臨時政府) 임시의정원의 상임위원으로 선출되어 중국정부와의 유기적인 연락관계를 취하였다.

### 최후
1940년 한국국민당 이사로 추대되었으며, 동 8월 의정원 의원으로 재직 중 병사하였다.

## 사후
- 대한민국 정부는 고인의 공훈을 기리기 위하여 1977년 건국포장을 추서하였다.
- 대한민국 정부는 고인의 훈격을 높여 1990년 건국훈장 애국장을 추서하였다.